# Ann-Kristin Reyels
Ann-Kristin Reyels, geb. Wecker (* 16. September 1976 in Leipzig), ist eine deutsche Regisseurin und Drehbuchautorin.

## Leben
Reyels wuchs in Leipzig auf. 1990 zog sie mit ihrer Familie nach Nürnberg, wo sie 1996 das Abitur erlangte. Nach einigen Semestern ihres ersten Studiums, der Politik- und Geschichtswissenschaft, zog Reyels zunächst nach England. In den Folgejahren war sie in verschiedenen Film- und Fernsehproduktionen tätig.
Ab 2001 studierte sie Regie an der Hochschule für Film und Fernsehen „Konrad Wolf“, unter anderem bei Professorin Helke Misselwitz. Neben den Kurzfilmen, die Reyels im Rahmen ihres Studiums inszenierte, führte sie 2004 mit vier weiteren Studenten Regie bei einem Theaterstück am Maxim-Gorki-Theater in Berlin.
Im Mai 2007 erschien ihr mehrfach preisgekrönter Abschlussfilm namens Jagdhunde, der seine Premiere auf der Berlinale 2007 hatte und unter anderem mit dem FIPRESCI-Preis ausgezeichnet wurde. Reyels zweiter Spielfilm Formentera feierte auf der Berlinale 2012 Premiere.
2018 premierte ihr Film Wir haben nur gespielt, eine Co-Produktion des „ZDF-Das kleine Fernsehspiel“ und der Produktionsfirma „Kurhaus Production“ auf dem Filmfest München.
Neben ihrer Arbeit als freie Regisseurin und Drehbuchautorin ist Ann-Kristin Reyels als Dozentin an der Filmuniversität tätig. 
Reyels ist verheiratet mit dem Musiker und Gitarrenbauer Henry Reyels.
Sie lebt und arbeitet in Berlin.

## Filmografie
- 2000: Raumpflege (Kurzfilm)
- 2003: Tatjana (Kurz-Dokumentarfilm)
- 2004: dim (Kurzfilm)
- 2007: Jagdhunde
- 2012: Formentera
- 2018: Wir haben nur gespielt

## Auszeichnungen
- 2007: Festival des deutschen Films, Filmkunstpreis für Jagdhunde[5]
- 2007: FIPRESCI-Preis für Jagdhunde[6]
- 2007: Nachwuchswissenschaftlerpreis des Landes Brandenburg für Jagdhunde[7]
- 2008: Nominierung New Faces Award  für Jagdhunde